# Phạm Du
Phạm Du (chữ Hán: 范猷 ? – 1209) là tướng nhà Lý trong lịch sử Việt Nam, dưới triều vua Lý Cao Tông - vị vua thứ bảy của nhà Lý.

## Đối đầu với Phạm Bỉnh Di
Sử sách không chép rõ về thân thế của Phạm Du, không rõ quê quán, chỉ thấy ông xuất hiện từ đầu thế kỷ 13.
Thời Lý Cao Tông, Phạm Du giữ chức Thượng phẩm phụng ngự. Tháng 3 năm 1207, hào trưởng ở Hồng Châu (Hải Dương và Hải Phòng) là Đoàn Thượng, Đoàn Chủ nổi dậy, xây đắp thành lũy, xưng vương hiệu. Cao Tông phái nhiều tướng quân đi đánh Hồng Châu như Đàm Dĩ Mông, Phạm Bỉnh Di, Trần Hinh, Bảo Trinh hầu cùng họp nhau đánh Đoàn Thượng. Liệu thế không chống nổi, Đoàn Thượng liền ngầm sai người đem của cải đút lót cho Phạm Du, nguyện xin đem quân chúng theo ông. Phạm Du cố vì Thượng mà xin với Cao Tông tha cho. Từ đó ông và họ Đoàn có đi lại với nhau.
Đầu năm 1209, Cao Tông sai Phạm Du coi việc quân ở châu Nghệ An. Bấy giờ miền này đang đói lớn, số người bị chết đói rất nhiều. Những người còn sống sót cũng bị phá sản, lưu vong. Nhân cơ hội ấy, Phạm Du nói với vua rằng: 
Nay thiên hạ rối loạn, bọn gian tặc nổi lên khắp nơi... xin cho phép tôi được tuyển bọn trai tráng để tự đề phòng, mới mong khỏi lo tai họa.
Vua bằng lòng. Phạm Du bèn chiêu tập những người vong mệnh ngang nhiên đi khắp các nơi. Từ đó đường đất bị cắt đứt, thuyền bè không đi lại được. Cao Tông thấy tình hình nguy khốn liền sai Phạm Bỉnh Di lấy quân ở Đằng Châu (thị xã Hưng Yên) để đánh Phạm Du. Ông trở về Cổ Miệt cùng với Đoàn Thượng, Đoàn Chủ ở Hồng Châu hợp binh làm phản triều đình, đánh Đằng Châu. Bỉnh Di bị thua.
Tháng 2 năm 1209, Bỉnh Di lại đem binh ở Đằng Châu, Khoái Châu đi đánh Du. Phạm Du thua trận bỏ trốn. Bỉnh Di tịch biên gia sản của ông rồi đốt hết.
Tháng 4 năm 1209, Phạm Bỉnh Di đánh tan quân Đoàn Thượng. Phạm Du ngầm sai người về kinh đút lót cho các quan lại trong triều, nói rằng Bỉnh Di tàn ác, giết hại người vô tội và kể lể tình oan. Cao Tông sai Trần Hinh triệu Phạm Du về kinh, lại triệu cả Bỉnh Di về triều. Phạm Du về kinh trước hầu Cao Tông, lấy lời lẽ làm vừa lòng vua, lại được vua tin cẩn.
Tháng 7 năm đó, Bỉnh Di cùng con là Phạm Phụ đến kinh sau, vào triều phụng mệnh. Lý Cao Tông sai bắt Bỉnh Di và Phụ giam ở Thủy Viên. Bộ tướng của Bỉnh Di là Quách Bốc nghe tin bèn đem binh lính phá cửa Đại Thanh kéo vào nội điện để cứu chủ. Cao Tông thấy việc kíp quá, sai giải Bỉnh Di và Phụ vào chỗ bệ đá nghỉ mát trong điện Kim Tinh. Phạm Du cùng em là Phạm Kinh ở trong ngự đường đi ra, lấy luôn binh khí trong cung đâm chết cha con Bỉnh Di rồi cùng Cao Tông bỏ kinh thành Thăng Long chạy trốn.

## Ham sắc hại thân
Quách Bốc chiếm đóng kinh thành, lập con thứ của Cao Tông là Lý Thầm lên ngôi. Phạm Du cùng Cao Tông chạy lên Quy Hóa, Thái tử Lý Sảm cùng mẹ và em gái chạy về Hải Ấp nương nhờ Trần Lý. Thấy con gái của Trần Lý là Trần Thị Dung có nhan sắc, Lý Sảm liền lấy làm vợ. Nhân đó Thái tử Sảm phong Trần Lý làm Minh Tự, Phạm Du làm Thượng phẩm phụng ngự, Tô Trung Từ làm Điện tiền Chỉ huy sứ.
Biết tin Thái tử Sảm lập triều đình riêng và tự ý phong tước cho Trần Lý, Tô Trung Từ, Phạm Ngu..., vua Lý Cao Tông ở Quy Hóa muốn đánh dẹp, bèn sai Phạm Du đi để liên lạc với họ Đoàn (Đoàn Thượng, Đoàn Văn Lôi) ở vùng Hồng để đánh dẹp, vì họ cùng Phạm Du từng có kết giao.
Họ Đoàn hẹn với Phạm Du cho thuyền đến đón ông. Nhưng khi thuyền họ Đoàn tới chỗ hẹn, Phạm Du đang mải tư thông với công chúa Thiên Cực. Thuyền họ Đoàn đợi mãi không thấy Phạm Du nên quay trở về. Phạm Du đến chỗ hẹn sau nên không có thuyền, phải tự kiếm thuyền đi gặp họ Đoàn. Nhưng khi tới Ma Lãng thì ông bị quân của hào trưởng Bắc Giang là Nguyễn Nậu và Nguyễn Nải đón bắt, mang về Hải Ấp nộp cho Thái tử Sảm. Ông bị Thái tử Sảm giết chết.
Không lâu sau phe họ Trần ủng hộ Thái tử Sảm thắng thế, dẹp được Quách Bốc và nắm quyền điều hành triều đình.